# Nová Ves (okres Mělník)
Nová Ves je obec nacházející se v okrese Mělník, kraj Středočeský. Rozkládá se asi čtrnáct kilometrů západně od Mělníka a devět kilometrů severně od města Kralupy nad Vltavou. Žije zde přibližně 1 000 obyvatel.

## Historie
První písemná zmínka o obci pochází z roku 1421.

### Územněsprávní začlenění
Dějiny územněsprávního začleňování zahrnují období od roku 1850 do současnosti. V chronologickém přehledu je uvedena územně administrativní příslušnost obce v roce, kdy ke změně došlo:
- 1850 země česká, kraj Praha, politický okres Slaný, soudní okres Velvary[4]
- 1855 země česká, kraj Praha, soudní okres Velvary
- 1868 země česká, kraj Praha, politický okres Slaný, soudní okres Velvary
- 1912 země česká, kraj Praha, politický okres Slaný, soudní okres Kralupy nad Vltavou[5]
- 1913 země česká, kraj Praha, politický i soudní okres Kralupy nad Vltavou[6]
- 1939 země česká, Oberlandrat Mělník, politický i soudní okres Kralupy nad Vltavou[7]
- 1942 země česká, Oberlandrat Praha, politický okres Roudnice nad Labem, soudní okres Kralupy nad Vltavou[8]
- 1945 země česká, správní i soudní okres Kralupy nad Vltavou[9]
- 1949 Pražský kraj, okres Kralupy nad Vltavou[10]
- 1960 Středočeský kraj, okres Mělník
- 2003 Středočeský kraj, okres Mělník, obec s rozšířenou působností Kralupy nad Vltavou

### Rok 1932
V obci Nová Ves (598 obyvatel, četnická stanice) byly v roce 1932 evidovány tyto živnosti a obchody: výroba cementového zboží, cihelna, továrna na čokoládu cukrovinky Bratří Grafové, obchod s dobytkem, 2 hostince, kolář, kovář, krejčí, mlýn, obuvník, pekař, obchod s lahvovým pivem, 9 rolníků, pokrývač, 2 řezníci, 2 sadaři, 6 obchodů se smíšeným zbožím, spořitelní a záložní spolek, 2 stavitelé, švadlena, 2 trafiky, 3 truhláři, 2 zámečníci.
V obci Staré Ouholice (přísl. Nové Ouholice, Miřejovice, 474 obyvatel, samostatná obec se později stala součástí Nové Vsi) byly v roce 1932 evidovány tyto živnosti a obchody: obchod s dobytkem, 5 hostinců, hudební škola, kolář, krejčí, 2 obuvníci, velkoobchod s ovocem a zeleninou, pivovar Stolz, 10 rolníků, 2 řezníci, sadař, 4 obchody se smíšeným zbožím, výroba zahradních stříkaček, 3 trafiky.
V obci Vepřek (205 obyvatel, katol. kostel, samostatná obec se později stala součástí Nové Vsi) byly v roce 1932 evidovány tyto živnosti a obchody: holič, 2 hostince, krejčí, mlýn, obuvník, rolník, řezník, obchod se smíšeným zbožím, trafika, truhlář.

## Pamětihodnosti
- Zvonice
- Kostel narození Panny Marie

## Části obce
- Nová Ves
- Miřejovice
- Nové Ouholice
- Staré Ouholice
- Vepřek

## Doprava
Dopravní síť
- Pozemní komunikace: Obcí procházejí silnice I/16 Řevničov – Slaný – Nová Ves – Mělník – Mladá Boleslav a II/608 Praha – Zdiby – Veltrusy – Nová Ves – Straškov-Vodochody – Doksany – Terezín, okolo obce vede dálnice D8 s exitem 18.
- Železnice: Obec Nová Ves leží na železniční trati 090 Praha – Kralupy nad Vltavou – Vraňany. Jedná se o dvoukolejnou elektrizovanou celostátní trať zařazenou do evropského železničního systému, součást 1. a 4. koridoru, doprava byla zahájena roku 1850.

Veřejná doprava 2025
- Autobusová doprava: V obci měly zastávky autobusové linky jedoucí do těchto cílů: Kralupy nad Vltavou, Litoměřice, Mělník, Praha, Roudnice nad Labem, Slaný, Kladno.
- Železniční doprava: Po trati 090 vedou linky S4 (Praha – Vraňany – Hněvice) a R20 (Praha – Kralupy nad Vltavou – Hněvice) v rámci pražského systému Esko. Na území obce leží železniční zastávka Nové Ouholice. V pracovních dnech tam zastavovalo 16 osobních vlaků, o víkendech 13 osobních vlaků. Expresy i rychlíky jí projíždějí.

## Turistika
Obcí vedou turistické trasy: červená Kralupy nad Vltavou – Nelahozeves – Nové Ouholice – Jeviněves – Říp a zelená Nové Ouholice – Chržín – Velvary.